# 情色攝影

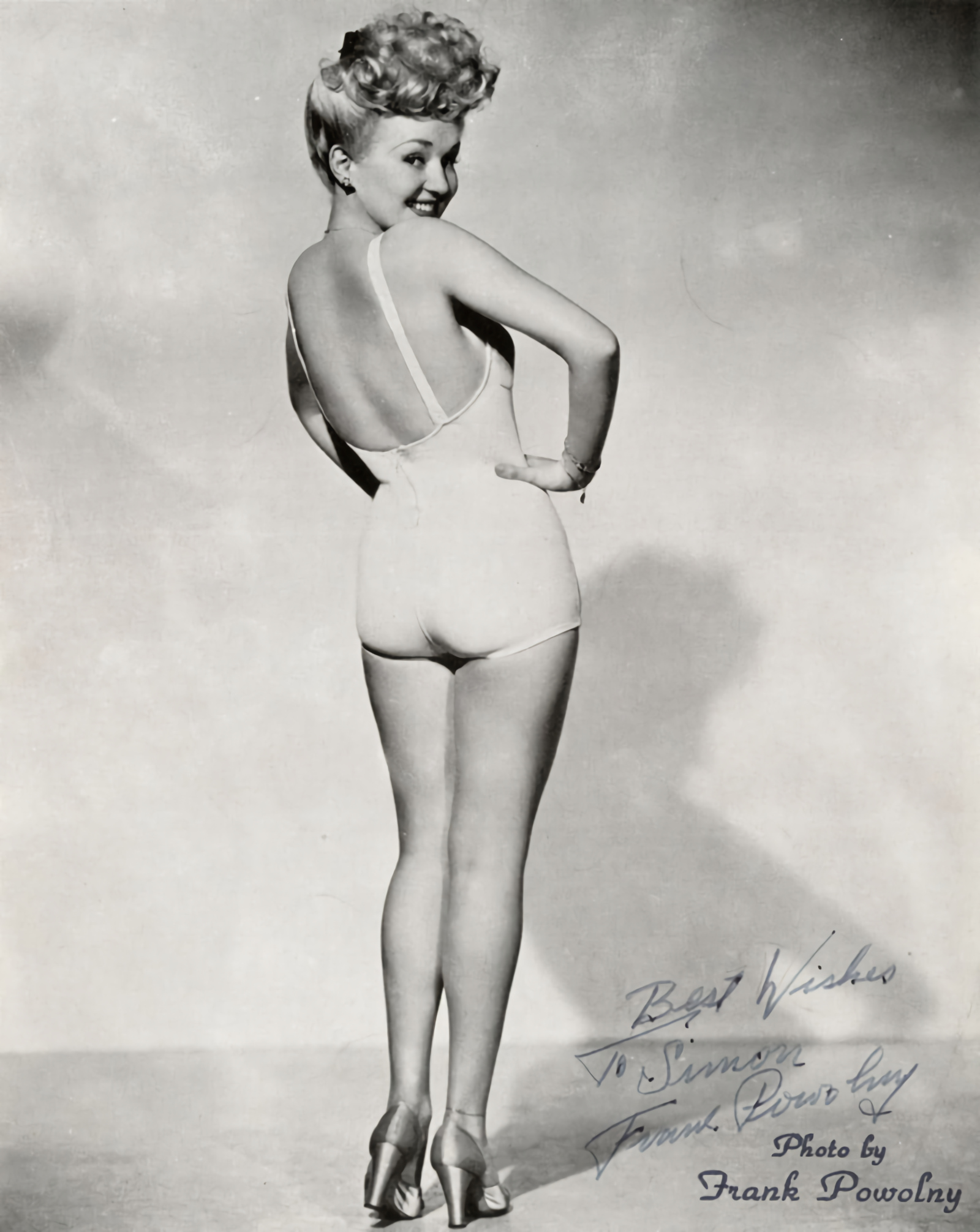
蓓蒂·葛萊寶
著名的海報女郎

情色攝影是藝術攝影中的一種，強調情色及性暗示、性挑逗的特點。不過1960年代後的情色攝影比較不像強調情色及性暗示，越來越偏向強調主角魅力的魅力摄影。一般的情色攝影常見是靜止的構圖。情色攝影的主角多半會全裸或半裸體，但也有例外，也有強調未裸體的非裸攝影。
情色摄影不同於裸体艺术摄影，裸体藝術摄影以藝術為主，雖有裸体，但不一定會用挑逗方式呈現，情色摄影也和有露骨性描写的色情攝影不同。色情攝影多半會歸類為「淫穢」的內容，而且本身沒有藝術或美學價值。不過有關藝術和色情之間的分界，一直是社會及法律上爭論的問題，而且許多攝影者會刻意的忽視其中的差異。
情色攝影一般是為了商業用途，多半是大量生產的商品，例如月曆，有海報女郎的海報，也可能是為了男性雜誌，例如《閣樓》及《花花公子》雜誌。另外，也有些情色攝影是只打算給主角的伴侶看的。